# SN 1992bq
SN 1992bq – supernowa odkryta 20 grudnia 1992 roku w galaktyce A101654-3445. W momencie odkrycia miała maksymalną jasność 17,00m.